# 愛野森山バイパス
愛野森山バイパス（あいのもりやまバイパス）は、長崎県の雲仙市愛野町から諫早市森山町に至る延長約1.8 kmの自動車専用道路である。
地域高規格道路の島原道路の一部を構成する。国道251号のバイパス道路として2007年度に事業化された。2013年（平成25年）12月21日開通。

## 概要
- 区間 : 雲仙市愛野町甲 - 諫早市森山町田尻名
- 延長 : 1.8 km
- 規格 : 第1種3級
- 設計速度 : 80 km/h
- 車線数 : 2車線
- 幅員 : 12.0 m

## インターチェンジ
- 愛野IC（島原道路（計画路線）、国道251号）
- 森山東IC（国道57号（森山拡幅））開通前の仮の名前は田尻ICであった[2]。